# Modern femkamp vid olympiska sommarspelen 1932
Resultat från tävlingarna i modern femkamp vid olympiska spelen 1932. 

## Medaljörer
| Spel         | Guld                      | Silver             | Brons            |
| Individuellt | Johan Oxenstierna Sverige | Bo Lindman Sverige | Richard Mayo USA |

## Medaljtabell
| Pl. | Nation  | Guld | Silver | Brons | Totalt |
| --- | ------- | ---- | ------ | ----- | ------ |
| 1   | Sverige | 1    | 1      | 0     | 2      |
| 2   | USA     | 0    | 0      | 1     | 1      |

## Deltagande nationer
- Frankrike (1)
- Tyskland (3)
- Storbritannien (3)
- Ungern (3)
- Italien (3)
- Mexiko (3)
- Nederländerna (1)
- Portugal (2)
- Sverige (3)
- USA (3)